# Guardia zoofila

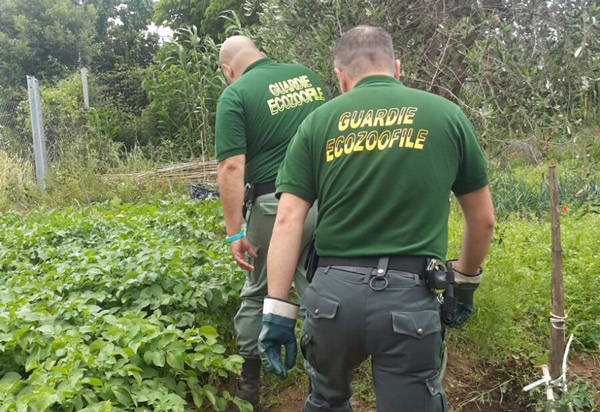
Guardie ecozoofile in attività.

Una guardia zoofila, in Italia, secondo la legge, è una figura prevista dalla legge che opera nella tutela, controllo e repressione dei reati e degli illeciti commessi a danno degli animali.

## Storia
Una prima regolamentazione della vigilanza zoofila venne emanata con la legge 12 giugno 1913, n. 611 che stabiliva che le guardie nominate dalle società protettrici degli animali avevano attribuzione di agente di pubblica sicurezza ed erano tenute a prestare giuramento innanzi al pretore.
Dopo la costituzione dell'Ente nazionale fascista per la protezione degli animali alle guardie zoofile in servizio presso il predetto riconosciuta la qualifica di agente di pubblica sicurezza, ma con la nascita dell'ENPA e la trasformazione di quest'ultimo in ente di diritto privato nel 1979 persero tale status, infine ai sensi della successiva legge 11 febbraio 1992, n. 157 la formazione e l'attività di competenza delle guardie venne demandata alle regioni italiane, e ai sensi della legge 20 luglio 2004, n. 189 divennero impiegabili dalle associazioni o enti morali di diritto privato che operano nel campo della tutela e della salvaguardia degli animali.

## Requisiti e stato giuridico
Ai sensi della legge 11 febbraio 1992, n. 157, per diventare guardia zoofila è necessario frequentare un corso di formazione presso un ente accreditato presso le regioni italiane, che possono poi disporre ulteriori disposizioni al riguardo. La legge 20 luglio 2004, n. 189 ha stabilito che la qualifica può essere attribuita con apposito decreto prefettizio alle guardie particolari giurate eventualmente impiegate dagli enti o delle associazioni zoofile riconosciute, in ogni caso le medesime devono essere autorizzate per decreto e limitatamente agli animali da affezione a riguardo della sentenza del Consiglio di Stato n. 309/2021 ha chiarito che in mancanza del decreto non si possono effettuare attività di cui alla legge n. 189/2004.
Ai sensi dell'art. 5 del Dpr 31 marzo 1979 non sono più da considerarsi agente di pubblica sicurezza tuttavia nell'esercizio delle funzioni loro ascritte viene attribuita la qualifica di pubblico ufficiale nonché funzioni polizia giudiziaria  esclusivamente nei limiti dell'attività di vigilanza zoofila nel rispetto delle leggi vigenti. Le guardie riconosciute tramite decreto rilasciato dalla Prefettura non hanno competenza in materia venatoria a meno che non prestino servizio presso l'Ente nazionale per la protezione degli animali.

## Compiti, funzioni e poteri
L'attività e la gestione operativa del servizio - che è svolto a titolo gratuito - è organizzato e disciplinata dagli enti da cui le guardie dipendono; tuttavia, le guardie zoofile riconosciute tramite decreto rilasciato dalla prefettura non hanno competenza in materia venatoria (a meno che il Prefetto non le abbia concesse per iscritto sul Decreto Prefettizio).
Il servizio cui sono destinate le guardie zoofile è stabilito dalla legge 189/2004, dalle ordinanze ministeriali, dai regolamenti e nello specifico riguarda la protezione degli animali e la tutela del patrimonio zootecnico. I verbali redatti dalle guardie zoofile, quali pubblici ufficiali, hanno forza di atto pubblico e costituiscono prova in giudizio fino a querela di falso.
In caso di flagranza di reato procedono alla identificazione del trasgressore, ed a segnalare questi e l'accaduto alla Procura della Repubblica competente per territorio. Nei casi di particolare necessità ed urgenza e se vi è pericolo che le cose, le tracce ed i luoghi pertinenti al reato si alterino, si disperdano o si modifichino ed il pubblico ministero non possa intervenire tempestivamente, possono procedere al sequestro penale delle cose pertinenti il reato, ad operare i necessari accertamenti e rilievi sullo stato delle cose e dei luoghi, procedere a perquisizione personale o locale quando hanno fondato motivo di ritenere che sulla persona si trovino occultate cose e tracce pertinenti al reato che possono essere cancellate o disperse. Gli atti predetti si formalizzano con la redazione della notizia di reato e trasmessa alla Procura.